# Prophorostoma tomjobimi
Prophorostoma tomjobimi är en tvåvingeart som beskrevs av Nihei 2006. Prophorostoma tomjobimi ingår i släktet Prophorostoma och familjen parasitflugor. Inga underarter finns listade i Catalogue of Life.